# Восемь с половиной женщин
«8½ женщин» («Восемь с половиной женщин»; англ. 8½ Women) — кинофильм Питера Гринуэя. Премьера состоялась в 1999 году.

## Сюжет
Богатый бизнесмен Филип Эмменталь и его сын Стори открывают собственный частный гарем в Женеве (идея созревает после просмотра фильма «8½» Федерико Феллини и после того, как Стори «дают» женщину, Симато, покрывая таким образом её долги на патинко). Они подписывают однолетние контракты с восемью (с половиной) женщинами. В каждой из женщин есть что-то особенное (монахиня, актриса кабуки и т. д.). Филип вскоре оказывается во власти своей фаворитки, Пальмиры, которая рассматривает Стори больше как младшего брата, нежели любовника, вопреки условиям контракта. Филип умирает, контракты любовниц истекают, и Стори остаётся с Джульеттой («половиной») и, конечно, с деньгами и домами.

## В ролях
- Джон Стэндинг — Филип Эмменталь
- Мэтью Деламир — Стори Эмменталь
- Вивьен Ву — Кито
- Анни Сидзука Ино — Симато
- Тони Коллетт — Гризельда / сестра Конкордия
- Аманда Пламмер — Берил
- Наташа Амаль — Джаконда, «Фабрика детей»
- Барбара Сарафьян — Клотильда
- Кирина Мано — Мио
- Манна Фудзивара — Джульетта / «половина женщины»
- Полли Уокер — Пальмира
- Элизабет Беррингтон — Селеста, горничная Эмменталя
- Мириам Мюллер — Марианна, горничная Эмменталя
- Дон Уоррингтон — Саймон
- Клэр Джонстон — Амелия, жена Филипа

## Съёмочная группа
- Автор сценария и режиссёр: Питер Гринуэй
- Продюсер: Кеес Касандер
- Операторы: Рейньер ван Брёммелен, Саша Верни
- Художники: Вилберт ван Дорп, Эми Вада
- Костюмы: Эми Вада
- Монтаж: Элмер Лёпен
- Композитор: Франк Луссер